# Sembrava perfetto... e invece
Sembrava perfetto... e invece (Good on Paper) è un film del 2021 diretto da Kimmy Gatewood

## Trama
Dopo aver pensato solamente al lavoro per anni una giovane comica conosce un l'uomo dei suoi sogni: intelligente, gentile e di successo. Che sia così semplice oppure è troppo bello per essere vero?

## Distribuzione
Il film è stato distribuito sulla piattaforma Netflix a partire dal 23 giugno 2021.